# Nicolas Bataille
Nicolas Bataille (Parigi, 1330 circa – 1399 circa) è stato un artista, artigiano e mercante francese, il più stimato arazziere della sua epoca.

## Biografia

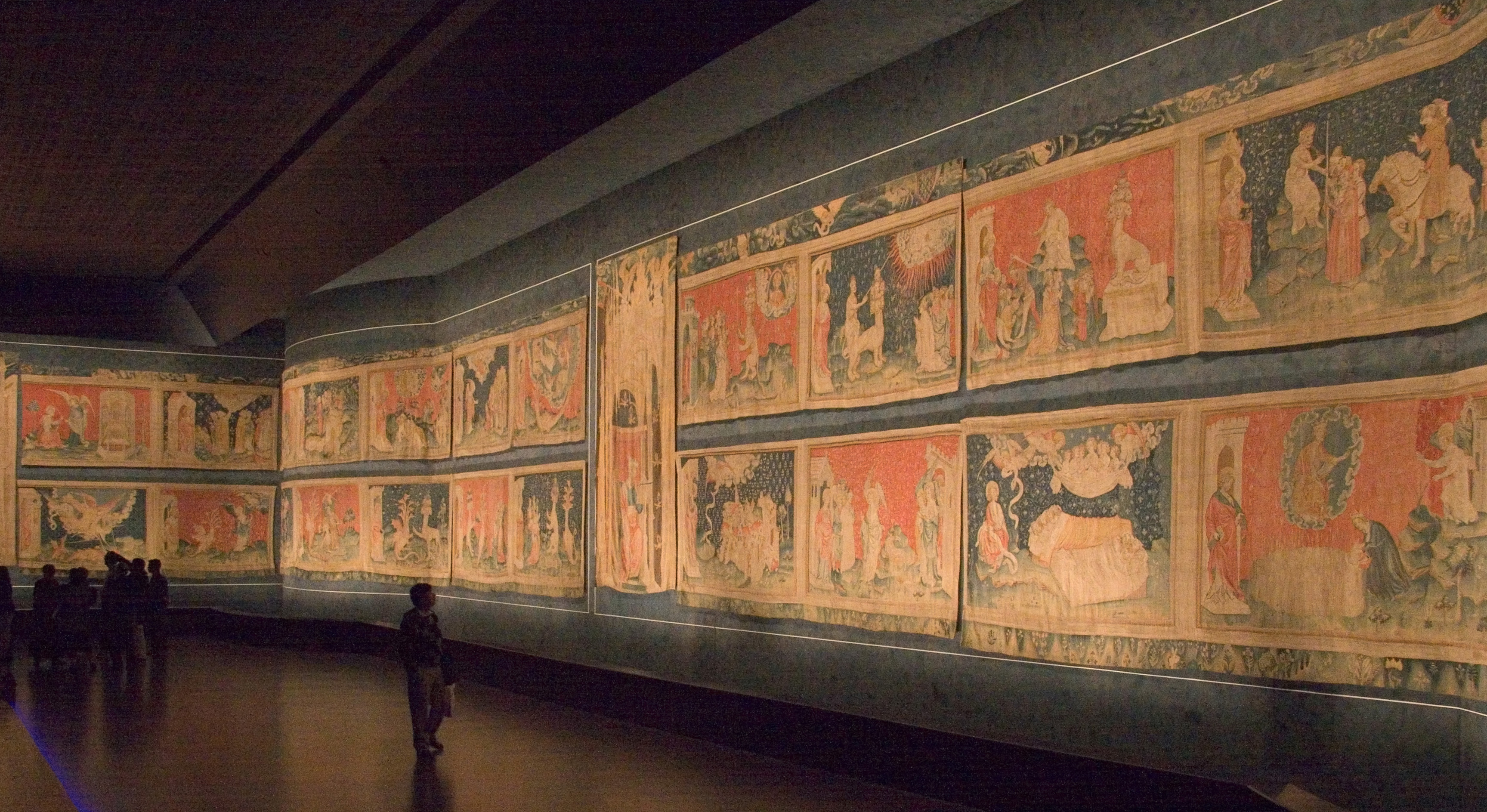
L'apocalisse di Angers

Bataille fu il più celebre tra gli arazzieri parigini del XIV secolo e forniva regolarmente la corte. Realizzò, secondo i documenti scritti giunti sino ad oggi, circa un centinaio di opere e questo fa ritenere che fosse anche un abile imprenditore ed un gestore di laboratori. Secondo altre fonti, più che un artigiano Bataille è considerato un importante mercante: egli viene infatti citato nel 1363 come fermier dell'arazzeria di Parigi.
Di tutte le sue opere è sopravvissuto nel tempo solo un ciclo di arazzi che grazie alla sua qualità alle sue dimensioni è considerato una specie di emblema dell'attività tessile medioevale.
L'opera d'arte è la serie dell'Apocalisse di Angers (nota anche come l'Apocalisse di San Giovanni), che fu richiesta dal duca Luigi I d'Angiò nel 1378 e lavorata su materiale di Hennequin de Bruges, ispirata da un codice miniato conservato nella biblioteca del regno.
In base alle rassomiglianze tecniche con l'Apocalisse, si attribuisce alla bottega di Bataille una serie di Nove Prodi, con l'arme del duca di Berry, ora conservati a New York al The Cloisters e risalenti al 1385-1395 ca.

## Apocalisse di S.Giovanni
Originariamente il lavoro era composto da sette panni di un'altezza di sei metri e di una larghezza di ventiquattro, raffiguranti scene religiose e contenenti anche una scrittura didascalica in caratteri gotici. Nei primi quattro panni i colori sono disposti a scacchiera mentre negli altri gli sfondi sono caratterizzati da temi araldici o floreali.
Nel 1474 gli arazzi furono donati alla cattedrale di Angers.
I secoli seguenti, per gli arazzi, furono caratterizzati da peripezie e vicende strane, ma in qualunque caso nel 1843, il vescovo di Angers ritrovò gli arazzi, seppur mancanti di un panno e parzialmente rovinati, e provvide al restauro e a consegnarli al Museo cittadino.
Questi famosi arazzi si contraddistinguono per la trama molto rada, per la brillantezza dei colori e per la qualità artistica delle scene.